# Los Titanes de la Salsa
Los Titanes de la Salsa (ook Los Titanes genoemd) is een salsagroep uit de Colombiaanse stad Barranquilla. Deze groep werd in 1982 opgericht door trombonist Alberto Barros. Het debuut van de band was op het carnaval van Barranquilla, waar ze meteen de Gouden Conga wonnen. Sindsdien hebben ze 14 albums opgenomen, vaak met medewerking van bekende Colombiaanse artiesten. De band hield tournees in de Verenigde Staten, Canada, Mexico, Venezuela, Peru, Ecuador, Frankrijk, Engeland, Zwitserland, België en Frankrijk. Na een periode van afwezigheid, waarin hij onder andere in de band Grupo Niche speelde, is oprichter Alberto Barros in 2004 weer teruggekeerd bij de band.

## Discografie
- 1986: Llegaron los Titanes
- 1987: Furor bailable
- 1988: Aprietala
- 1989: Sobredosis de amor y salsa
- 1990: Amor y Salsa
- 1991: Tentación
- 1993: En Su Salsa
- 1993: Bastó Una Mirada
- 1994: 6a. Avenida
- 1995: El Titán de la Salsa
- 1995: Grandes Éxitos de Salsa
- 1996: Rompiendo Esquemas
- 1998: Salsa al Máximo Voltaje
- 1999: Tributo a Héctor Lavoe "La Voz"
- 2001: Salsa Magic
- 2001: Tremenda Salsa
- 2003: Salsa Super Power
- 2003: Heavy Salsa
- 2008: Mano a Mano
- 2010: Tributo a la Salsa Colombiana Vol. 3
- 2011: Esencial de Tributo a la Salsa Colombiana
- 2012: Tributo a la Salsa Colombiana Vol. 4